# Taygetis asterie
Taygetis asterie är en fjärilsart som beskrevs av Gustav Weymer 1911. Taygetis asterie ingår i släktet Taygetis och familjen praktfjärilar. Inga underarter finns listade i Catalogue of Life.